# Lijst van voetbalinterlands Mauritius - Togo
Deze lijst van voetbalinterlands is een overzicht van alle officiële voetbalwedstrijden tussen de nationale teams van Mauritius en Togo. De Afrikaanse landen hebben tot op heden twee keer tegen elkaar gespeeld. De eerste ontmoeting, een vriendschappelijke wedstrijd, werd gespeeld in Belle Vue Maurel op 28 maart 2015. Het laatste duel, eveneens een vriendschappelijke wedstrijd, vond plaats op 12 november 2017 in Lomé.

## Wedstrijden
| № | Plaats           | Datum            | Competitie        | Wedstrijd        | Uitslag |
| - | ---------------- | ---------------- | ----------------- | ---------------- | ------- |
| 1 | Belle Vue Maurel | 28 maart 2015    | Vriendschappelijk | Mauritius − Togo | 1 − 1   |
| 2 | Lomé             | 12 november 2017 | Vriendschappelijk | Togo − Mauritius | 6 − 0   |

## Samenvatting
| Competitie        | Totaal gespeeld | Winst Mauritius | Gelijk | Winst Togo | Doelsaldo Mauritius – Togo |
| ----------------- | --------------- | --------------- | ------ | ---------- | -------------------------- |
| Vriendschappelijk | 2               | 0               | 1      | 1          | 1 − 7                      |
| Totaal            | 2               | 0               | 1      | 1          | 1 − 7                      |

MFA · Mauritiaans vrouwenelftal
1947 – 1959 · 
1960 – 1969 · 
1970 – 1979 · 
1980 – 1989 · 
1990 – 1999 · 
2000 – 2009 · 
2010 – 2019 ·
2020 – 2029
Angola ·
Botswana ·
Burundi ·
Comoren ·
Congo-Brazzaville ·
Congo-Kinshasa ·
Djibouti ·
Egypte ·
Equatoriaal-Guinea ·
Ethiopië ·
Fiji ·
Gabon ·
Ghana ·
Guinee ·
Hongkong ·
India ·
Indonesië ·
Ivoorkust ·
Kaapverdië ·
Kameroen ·
Kenia ·
Lesotho ·
Liberia ·
Libië ·
Macau ·
Madagaskar ·
Malawi ·
Malediven ·
Mauritanië ·
Mongolië ·
Mozambique ·
Namibië ·
Nepal ·
Nieuw-Caledonië ·
Oeganda ·
Pakistan ·
Qatar ·
Rwanda ·
Saint Kitts en Nevis ·
Sao Tomé en Principe ·
Senegal ·
Seychellen ·
Singapore ·
Soedan ·
Swaziland ·
Syrië ·
Tanzania ·
Togo ·
Tsjaad ·
Tunesië ·
Zambia ·
Zimbabwe ·
Zuid-Afrika
FTF · Selecties · Togolees vrouwenelftal
1950 – 1959 · 
1960 – 1969 · 
1970 – 1979 · 
1980 – 1989 · 
1990 – 1999 · 
2000 – 2009 · 
2010 – 2019 ·
2020 − 2029
WK 2006
Algerije ·
Angola ·
Bahrein ·
Benin ·
Botswana ·
Bukina Faso ·
Centraal-Afrikaanse Republiek ·
Chili ·
Comoren ·
Congo-Bazzaville ·
Congo-Kinshasa ·
Denemarken ·
Djibouti ·
Egypte ·
Equatoriaal-Guinea ·
Ethiopië ·
Frankrijk ·
Gabon ·
Gambia ·
Ghana ·
Guinee ·
Guinee-Bissau ·
Iran ·
Ivoorkust ·
Japan ·
Kaapverdië ·
Kameroen ·
Kenia ·
Lesotho ·
Liberia ·
Libië ·
Liechtenstein ·
Luxemburg ·
Madagaskar ·
Malawi ·
Mali ·
Marokko ·
Mauritanië ·
Mauritius ·
Mozambique ·
Namibië ·
Niger ·
Nigeria ·
Oeganda ·
Oman ·
Paraguay ·
Rwanda ·
Sao Tomé en Principe ·
Saoedi-Arabië ·
Senegal ·
Sierra Leone ·
Soedan ·
Swaziland ·
Tsjaad ·
Tunesië ·
Verenigde Arabische Emiraten ·
Zambia ·
Zimbabwe ·
Zuid-Korea ·
Zuid-Soedan ·
Zwitserland
Frankrijk (2006) · 
Zuid-Korea (2006) · 
Zwitserland (2006)